# Finn Bálor
Fergal Devitt (Bray, 25 juli 1981), beter bekend als Finn Bálor, is een Iers professioneel worstelaar die sinds 2014 actief is in de World Wrestling Entertainment. Bálor is een voormalige WWE Universal Champion en WWE United States Champion.
Bálor maakte zijn debuut bij WWE NXT. Hij is een 2-voudig NXT Champion. Bálor was voorheen de langst regerende NXT Champion, nadat Adam Cole zijn record verbrak. Tevens won Bálor samen met Samoa Joe de inaugurele winnaars van het Dusty Rhodes Tag Team Classic-toernooi. In 2016 werd Bálor door verwezen naar het hoofdrooster en verscheen op de Raw brand (merk). 27 dagen na zijn debuut op het hoofdrooster, won Bálor het gloenieuwe WWE Universal Championship bij het evenement SummerSlam in de zomer van 2016. DIt was ook meteen zijn debuut op pay-per-view (PPV). Bálor bekwam de tweede Ierse wereldkampioen in WWE na Sheamus. Tot slot hij is hij nog een 2-voudig WWE Intercontinental Champion.
Voor zijn tijd bij WWE, is Devitt best bekend voor zijn bij de Japanse worstelorganisatie New Japan Pro Wrestling (NJPW) en stond bekend als Prince Devitt. Devitt is een 3-voudig IWGP Junior Heavyweight Champion en 6-voudig IWGP Junior Heavyweight Tag Team Champion, waarvan twee keer met Minoru en vier keer met Ryusuke Taguchi. Door een samenwerking tussen NJPW en Consejo Mundial de Lucha Libre (CMLL), maakte hij ook verschijningen voor CMLL. Hij is een voormalige NWA World Historic Middleweight Champion. Tot slot heeft hij ook gewerkt in het onafhankelijke worstelcircuit, waaronder voor het bekende Insane Championship Wrestling (ICW).

## Professioneel worstel-carrière (2001-)

### WWE (2014-heden)

#### NXT Champion
Op 15 mei 2014 werd er aangegeven dat hij een contract had getekend bij WWE NXT. Op 28 juli werd het officieel aangekondigd door WWE.. Zijn debuutwedstrijd was op 23 oktober 2014 waar hij van Tyson Kidd en Justin Gabriel won in een "Triple Threat Match". Hij won zijn eerste NXT Championship op 4 juli 2015 van Kevin Owens bij het evenement The Beast in the East. Hij moest de titel afstaan aan Samoa Joe op 24 april 2016. Hij behield het kampioenschap voor 292 en was daarmee de langst regerende NXT Champion (Adam Cole verbrak zijn record in maart 2020).

#### Hoofdrooster, Universal Champion en blessure
Op 19 juli 2016, werd hij verwezen naar de Raw brand als deelname van de WWE Draft. Bij het evenement SummerSlam op 21 augustus 2016, zou hij het opnemen tegen Seth Rollins voor het gloednieuwe WWE Universal Championship, die de Raw brand vertegenwoordigt. Bálor won de wedstrijd van Rollins en bekwam de inaugurele WWE Universal Champion. Door een schouderblessure die hij opliep tijdens de wedstrijd, moest hij de titel vrij stellen. Zijn blessure was te zien op een MRI-scan. Bálor was voor zes maanden inactief.

#### Terugkeer van blessure (2017)
Op 10 maart worstelde Bálor terug tijdens zijn eerste match in een house show van WWE. Na WrestleMania 33 was Bálor voor het eerst terug te zien op TV in de ring tijdens de RAW aflevering van 3 april 2017. Hij had een match samen met Seth Rollins tegen Kevin Owens en Samoa Joe die ze wonnen. In de RAW aflevering van 10 april 2017 had Bálor een match tegen Jinder Mahal die hij won, maar tijdens de match liep hij een hoofdblessure op, hij zou opnieuw 2 tot 3 weken niet kunnen worstelen.

## Prestaties
- American Wrestling Roadshow
  - Wrestling.Ie Championship (1 keer)
- Consejo Mundial de Lucha Libre
  - NWA World Historic Middleweight Championship (1 keer)
- Insane Championship Wrestling
  - ICW Zero-G Championship (1 keer)
- Kaientai Dojo
  - Best Tag Team Match (2010) met Ryusuke Taguchi vs. Makoto Oishi en Shiori Asahi op 17 april
- New Japan Pro-Wrestling
  - IWGP Junior Heavyweight Championship (3 keer)
  - IWGP Junior Heavyweight Tag Team Championship (6 keer) – 2x met Minoru en 4x met Ryusuke Taguchi
  - Best of the Super Juniors (2010, 2013)
  - J Sports Crown Openweight 6 Man Tag Tournament (2010, 2011) – met Ryusuke Taguchi en Hirooki Goto
- NWA UK Hammerlock
  - NWA British Commonwealth Heavyweight Championship (2 keer)
- Pro Wrestling Illustrated
  - Gerangschikt op #3 van de top 500 singles worstelaars in de PWI 500 in 2016
- Revolution Pro Wrestling
  - British Cruiserweight Championship (1 time)
- Rolling Stone
  - NXT Star of the Year (2015)
- Tokyo Sports
  - Best Bout Award (2010) met Ryusuke Taguchi vs. Kenny Omega en Kota Ibushi op 11 oktober
- Wrestling Observer Newsletter
  - Most Underrated (2018)
- World Wrestling Entertainment
  - WWE Universal Championship (1 keer)
  - WWE Intercontinental Championship (2 keer)
  - WWE United States Championship (1 keer)
  - NXT Championship (2 keer)
  - Dusty Rhodes Tag Team Classic (2015) – met Samoa Joe
  - NXT Championship #1 Contender's Tournament
  - NXT Year-End Award (3 times)
    - Male Competitor of the Year (2015)
    - Overall Competitor of the Year (2015)
    - Match of the Year (2020) vs. Kyle O'Reilly bij NXT TakeOver: 31